# Gau de Francònia
El Gau de Francònia (Gau Franken) va ser una divisió administrativa de l'Alemanya nazi de 1933 a 1945 al territori bavarès de la Francònia Mitjana. Abans d'això, de 1928 a 1933, era la subdivisió regional del partit nazi en aquesta zona.
El sistema nazi de Gau (en plural Gaue) va ser establert originalment en una conferència del partit, el 22 de maig de 1926, per tal de millorar l'administració de l'estructura del partit. A partir de 1933, després de la presa de poder nazi, els Gaue va reemplaçar cada vegada més als estats alemanys com a subdivisions administratives a Alemanya.
Al capdavant de cada Gau es va situar un Gauleiter, una posició cada vegada més poderosa, especialment després de l'esclat de la Segona Guerra Mundial, amb poca interferència des de dalt. El Gauleiter local freqüentment ocupava càrrecs governamentals i de partit, i s'encarregava, entre altres coses, de la propaganda i la vigilància i, a partir de setembre de 1944, el Volkssturm i la defensa de la Gau.
La posició de Gauleiter en Francònia va ser originalment ocupada primer per Wilhelm Grimm seguit de Julius Streicher fins al 1940 quan va ser retirat del càrrec. Streicher va ser executat posteriorment per crims contra la humanitat el 16 d'octubre de 1946. La posició de Gauleiter no es va omplir de nou fins a 1944, amb Hans Zimmermann (1940-42) i Karl Holz (1942-44) sent el Gauleiter en funcions. Holz va ocupar oficialment el càrrec el 1944 i ho va mantenir fins a la seva pròpia mort l'abril de 1945.

## Gauleiters
- 1928-1929: Wilhelm Grimm
- 1929-1940: Julius Streicher
- 1940-1942: Hans Zimmermann (en funcions)
- 1942-1944: Karl Holz (en funcions)
- 1944-1945: Karl Holz